# Саранча, Владимир Семёнович
Владимир Семёнович Саранча (1928—1989) — советский передовик производства, Бригадир совхоза «Таврический» Красноперекопского района Крымской области. Государственная премия УССР. Герой Социалистического Труда (1971).

## Биография
Родился 1 июня 1928 года в селе Красноярское, Черноморского района, Крымской АССР. 
С 1944 года, в период Великой Отечественной войны В. С. Саранча  после окончания Крымского училища механизации начал свою трудовую деятельность  трактористом-механизатором в совхозе «Дальний» Черноморского района, Крымской АССР (с 1945 по 1954 годы — Крымская область РСФСР, с 1954 года — Крымская область Украинской ССР). 
C 1963 по 1983 годы В. С. Саранча около двадцати лет работал на различных должностях в совхозе «Таврический» Красноперекопского района, Крымской области  Украинской ССР, работал — бригадиром полеводческой бригады, агрономом и заместителем директора совхоза «Таврический». С 1968 по 1983 годы был постоянным участником Выставки достижений народного хозяйства в Москве (ВДНХ СССР), за свои трудовые достижения многократно награждался медалями ВДНХ, различного достоинства, в том числе: двумя золотыми, двумя серебряными и одной бронзовой. За свои достижения в труде В. С. Саранча Указом Президиума Верховного Совета СССР был награждён Орденом Трудового Красного Знамени и Орденом Октябрьской революции.
8 апреля 1971 года Указом Президиума Верховного Совета СССР «за выдающиеся успехи, достигнутые в развитии сельскохозяйственного производства и выполнении пятилетнего плана продажи государству продуктов земледелия и животноводства» Владимир Семёнович Саранча был удостоен звания Героя Социалистического Труда с вручением Ордена Ленина и золотой медали «Серп и Молот».
В последующем продолжал работать на руководящих должностях в совхозе  «Таврический», на базе полеводческой бригады которой руководил В. С. Саранча, как одной из лучших бригад области,  была создана Крымская областная сельскохозяйственная школа по выращиванию высоких урожаев кукурузы на орошаемых землях. За заслуги в деле развития сельского хозяйства был удостоен — Государственной премии УССР.
Помимо основной деятельности В. С. Саранча избирался депутатом Крымского областного и Суворовского сельского Советов народных депутатов, членом Красноперекопского городского комитета партии.
После выхода на заслуженный отдых в 1983 году по состоянию здоровья, В. С. Саранча активно участвовал в общественной жизни хозяйства совхоза  «Таврический», передавая свой опыт и знания. 
Скончался 11 марта 1989 года в селе Таврическое, Крымской области Украинской ССР.

## Награды
- Медаль «Серп и Молот» (08.04.1971)
- Орден Ленина (08.04.1971)
- Орден Октябрьской революции
- Орден Трудового Красного Знамени
- Медали ВДНХ (две золотые, две серебряные и одна бронзовая)
- Государственная премия УССР